# Wilhelm von Zitzewitz
Ernst Heinrich Christian Wilhelm von Zitzewitz, ab 1909 Graf von Zitzewitz, (* 16. Dezember 1838 auf Gut Zitzewitz bei Symbow, Landkreis Stolp, Provinz Pommern; † 20. November 1925 auf Gut Zezenow, Landkreis Stolp) war Gutsbesitzer und preußischer Politiker.

## Familie

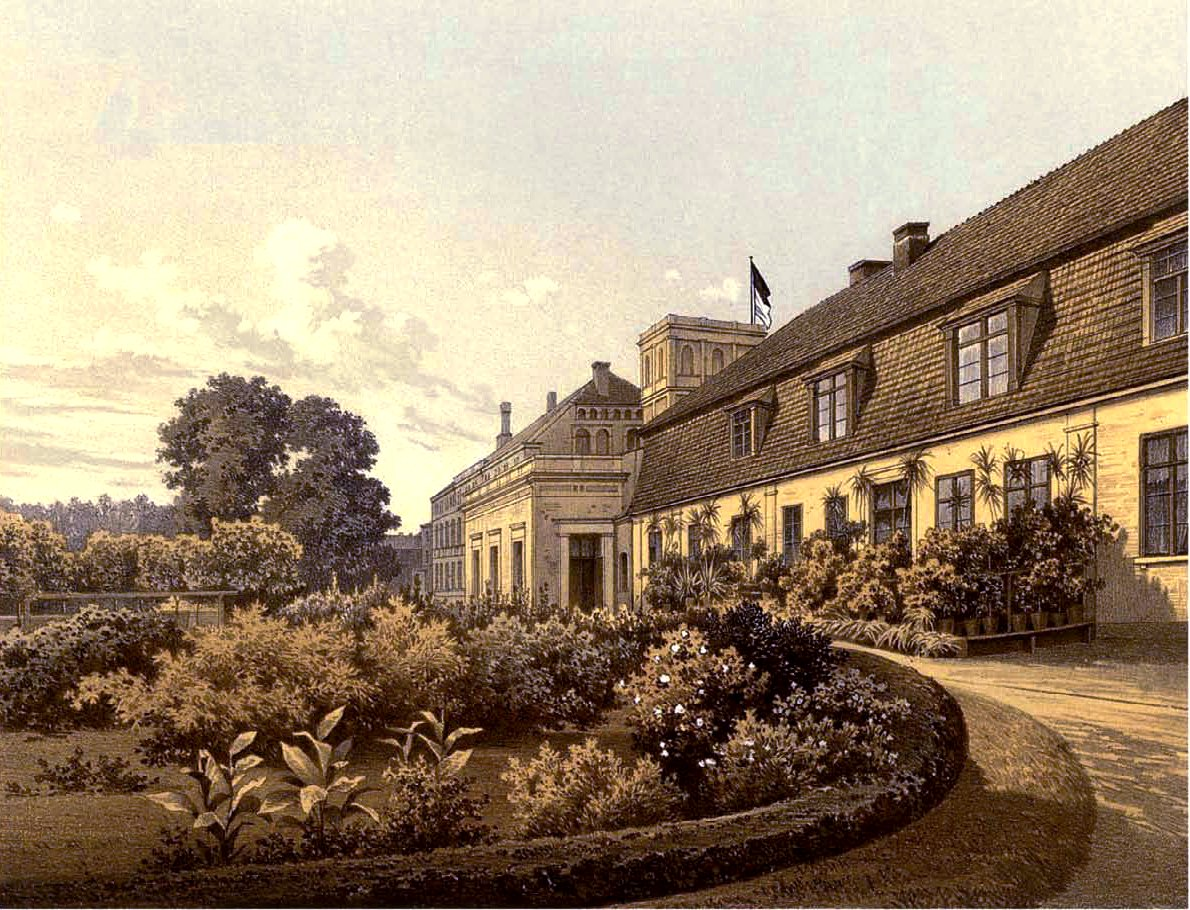
Rittergut Zezenow um 1860, Sammlung Alexander Duncker

Wilhelm von Zitzewitz entstammte dem alten hinterpommerschen Adelsgeschlecht Zitzewitz und war der Sohn des Heinrich von Zitzewitz (1798–1864). Geknüpft an den Besitz des Familienfideikommiss Zitzewitz-Gatz-Nitzlin, 1901 errichtet und 1903 landesherrlich bestätigt, wurden Wilhelm von Zitzewitz und dessen jeweils erstgeborene Nachkommen (primogenitur) am 24. September 1909 zu Rominten von Kaiser Wilhelm II. in den preußischen Grafenstand erhoben.
Zitzewitz heiratete in erster Ehe am 25. Mai 1866 auf Gut Rumbske Marie von Krockow (* 2. Februar 1845 auf Gut Rumbske; † 4. Juni 1891 auf Gut Zezenow), die Tochter des Gutsbesitzers Otto von Krockow, Gutsherr auf Rowen und anderen, und der Antonie von Bonin. Aus dieser Ehe stammen acht Kinder. In zweiter Ehe heiratete er am 4. Juli 1893 in Berlin die  Ida von Natzmer (* 27. März 1853 auf Gut Raden; † 4. April 1900 auf Gut Zezenow) verwitwete von François, die Tochter des Gutsbesitzers Karl von Natzmer, Gutsherr auf Raden, und der Bertha von Boehn. Schließlich heiratete Zitzewitz in dritter Ehe am 30. Dezember 1903 auf Gut Labehn Armgard von Gutzmerow (* 6. September 1853 auf Gut Labehn; † 3. April 1930 in Stolp, Pommern), die Tochter des Gutsbesitzers Heinrich von Gutzmerow, Gutsherr auf Labehn, und der Gertraud von Puttkamer.

## Leben
Zitzewitz war Stifter und Besitzer des Fideikommiss Zitzewitz-Gatz-Nitzlin und Gutsherr auf Zezenow, Prebendow, Dargeröse, Schlackow, Krolow, Marsow, Görshagen, Vietzke, Klein Machmin, Schönwalde, Klein-Lüblow, Karlswalde und Pottack. Die 17 adligen Güter in seinem Besitz umfassten zusammen 11500 ha.
Von 1890 bis 1919 gehörte er für den Wahlkreis Stolp dem Provinziallandtag der Provinz Pommern an (16. bis 47. Provinziallandtag). Im Jahre 1900 wurde er auf Präsentation des alten und des befestigten Grundbesitzes im Landschaftsbezirk Herzogtum Wenden Mitglied des Preußischen Herrenhauses auf Lebenszeit. Weiterhin war er königlich preußischer Kammerherr, königlich preußischer Rittmeister a. D., Kreisdeputierter, Rechtsritter des Johanniterordens und 6. Familienvorsteher seines Geschlechts.

## Trivia
Der Volksmund nannte ihn auch Kaschubenkönig.